# Арцакена (культура)
Культура Арцакена — доисторическая культура, существовавшая на Сардинии и юге Корсики во второй половине 3 тыс. до н. э. Характерными для данной культуры были мегалитические круги, а также первые примитивные нураги и «дома ведьм» — гробницы типа Домус-де-Джанас. Археологи до настоящего времени дискутируют, была ли культура Арцакена дальнейшим развитием культуры Оциери или имела иное происхождение. Исчезла после вторжения пришельцев из Восточного Средиземноморья (шерденов?) в 13 в. до н. э., которые, смешавшись с местными племенами, образовали культуру нурагов.
Существенное различие между двумя древними культурами Сардинии — Оциери и Арцакена — состояло в том, что первая была сельскохозяйственной и демократической, а вторая — пастушеской и аристократической.

## Галерея
- Сардиния, Арцакена (Ли-Мури), мегалитический круг
- Некрополь в Ли-Мури
- Храм в Малькитту
- Гробница гигантов, Кодду-Веккью
- Гробница гигантов, Кодду-Веккью, вид изнутри
- Филитоса, Корсика, менгир
- Филитоса, Корсика, менгир
- Филитоса, Корсика, менгир
- Корсика, Стантари
- Корсика, Ринагью
- Корсика, Кастедду-д-Арагью